# Fujaba
Fujaba ist ein UML-Werkzeug. Es ist vollständig in der Sprache Java geschrieben und somit plattformunabhängig. Fujaba wird von der Fujaba Development Group der Universität Paderborn in Zusammenarbeit mit anderen Universitäten (darunter Kassel, Bayreuth, Darmstadt) entwickelt. Der Name Fujaba ist ein Akronym für From Uml to Java And Back Again.
Fujaba nutzt UML-Klassendiagramme zur Modellierung der Objektstrukturen eines Programms. Zur operationalen Spezifikation des Verhaltens einzelner Methoden bietet Fujaba UML-Aktivitätsdiagramme an, wobei die einzelnen Aktivitäten eine spezielle Art von UML-Objektdiagrammen enthalten. Die Ausführung dieser Objektdiagramme basiert auf der Theorie von Graphersetzungssystemen. Das Objektdiagramm beschreibt eine zu suchende Situation in den Laufzeitdaten des Programms und wie die gefundene Objektstruktur verändert werden soll. Im Idealfall kann der Entwickler anschließend sein vollständiges Programm als kompilierfähigen Java-Code generieren.
Derzeit wird daran gearbeitet, auch den umgekehrten Weg zu ermöglichen. Fujaba kann über Plug-ins erweitert werden.
Zudem wird an Fujaba4Eclipse entwickelt, welches Fujaba in Eclipse integrieren soll.
Spätestens 2016 wurde die Arbeit an Fujaba eingestellt, das Programm ist nur noch im Internetarchiv erhältlich.